# Second Chance
«Second Chance» — второй сингл британского исполнителя Тинчи Страйдера при участии британского R&B-певца Тайо Круса из его третьего студийного альбома Third Strike (2010), а также входит в третий студийный альбом Круса TY.O (2011).

## Список композиций
| №                   | Название                                   | Длительность |
| ------------------- | ------------------------------------------ | ------------ |
| 1.                  | «Second Chance» (Radio Edit)               | 3:28         |
| 2.                  | «Second Chance» (Future Freakz Remix Edit) | 3:22         |
| 3.                  | «Second Chance» (Future Freakz Remix)      | 6:09         |
| 4.                  | «F64»                                      | 2:41         |
| Общая длительность: | Общая длительность:                        | 15:40        |

## Чарты
| Чарт (2010)                          | Позиция |
| ------------------------------------ | ------- |
| Европа (European Hot 100 Singles)    | 33      |
| Ирландия (IRMA)                      | 35      |
| Шотландия (Scottish Singles Chart)   | 19      |
| Великобритания (UK R&B Chart)        | 5       |
| Великобритания (UK Singles Chart)    | 22      |
| UK Download (Official Chart Company) | 22      |

## Хронология выпусков
| Дата            | Формат           | Лейбл                                                 |
| --------------- | ---------------- | ----------------------------------------------------- |
| 31 октября 2010 | Digital download | Takeover Entertainment Ltd & Universal Island Records |
| 1 ноября 2010   | CD single        | Takeover Entertainment Ltd & Universal Island Records |